# Kenny Håkansson

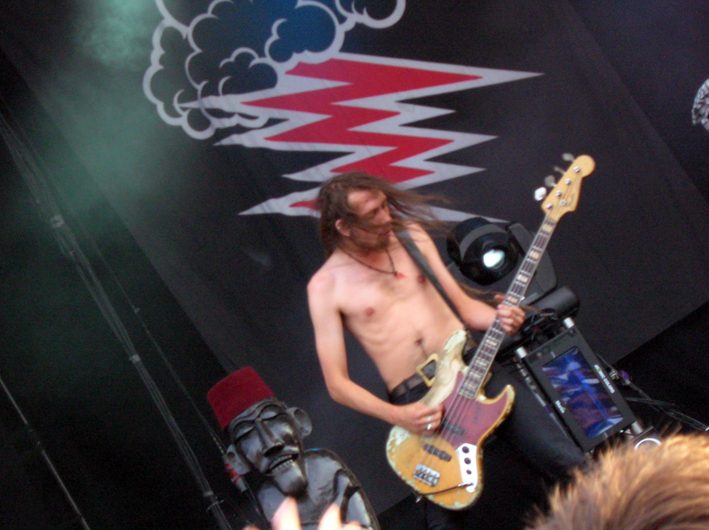
Kenny Håkansson, 2008

Kenny Håkansson (* 25. November 1972) ist ein schwedischer Rockmusiker, der als Bassist der Band The Hellacopters bekannt wurde.

## Leben
Gemeinsam mit seinem Jugendfreund Nicke Andersson war er Fan der Bands Kiss, The Stooges, Ramones, Sex Pistols, The Damned und The Rolling Stones. Für die Band Entombed, die Andersson als Schlagzeuger mitgründete, schrieb Håkansson einige Songs. 

### The Hellacopters
Noch während Anderssons Zeit bei Entombed gründeten die beiden mit Dregen, der eine Pause von seiner Band Backyard Babies nahm, und Robert Eriksson die Hellacopters. 
1995 erschien die erste Single Killing Allan auf dem eigenen Label Psychout Records, 1996 folgte das erste Album Supershitty to the Max. Bei den Hellacopters spielte Håkansson hauptsächlich E-Bass, war aber auch an der Gitarre und im Hintergrundgesang zu hören. Die Band bestimmt zu der Zeit mit einigen anderen die Punk-’n’-Roll-Szene in Schweden und war bis 2008 aktiv, als sie sich nach sieben Studioalben, Tourneen durch Europa, die USA und Australien, bei denen sie auch Vorgruppe für Bands wie Rolling Stones, KISS und ZZ Top waren, auflöste.

### Weitere Arbeiten
Für das Bandprojekt Thunder Express seines Hellacopters-Kollegen Robert Dahlqvist schrieb er Songs und spielte auf dem Soloalbum Adult World des US-amerikanischen Musikers Wayne Kramer.

## Auswahldiskografie
siehe auch: The Hellacopters#Diskografie
- 1992: Entombed – Clandestine (Lyrics)
- 1992: Entombed – Stranger Aeons (Lyrics)
- 1993: Entombed – Wolverine Blues (Lyrics)
- 1993: Entombed – Hollowman (Lyrics)
- 1996: The Hellacopters – Supershitty to the Max! (Bass)
- 1997: The Hellacopters – Payin’ the Dues (Bass)
- 1999: The Hellacopters – Grande Rock (Bass)
- 2000: The Hellacopters – High Visibility (Bass)
- 2002: Wayne Kramer – Adult World (Bass)
- 2002: The Hellacopters – By the Grace of God (Bass)
- 2005: The Hellacopters – Rock & Roll Is Dead (Bass, backing vocals)
- 2007: Thunder Express – Republic Disgrace (Lyrics)
- 2008: The Hellacopters – Head Off (Bass)